# Sail Rock (Heard und McDonaldinseln)
Der Sail Rock (wörtlich aus dem Englischen übersetzt Segelfelsen) ist eine Klippe im Archipel Heard und McDonaldinseln im südlichen Indischen Ozean. Er ragt 1,5 km nordwestlich von Shag Island und 11 km nördlich der Insel Heard auf.
Der Felsen taucht falsch positioniert erstmals auf Kartenmaterial des US-amerikanischen Robbenfängerkapitäns H. C. Chester aus dem Jahr 1860 auf, der zu dieser Zeit in den Gewässern um den Archipel operierte. Eine genauere Kartierung erfolgte 1874 bei der britischen Challenger-Expedition (1872–1876).